# 丈夫
丈夫（じょうふ、じょうぶ、ますらお）は、一人前の男子のことであり、転じて健康なさまやしっかりしていて壊れないさまをさす。また大丈夫（だいじょうふ、だいじょうぶ）は、「丈夫」にさらに物事が優れていることを意味する接頭語の「大」をつけたもので「一人前の男子のなかでも、とりわけ優れている者」をさし、転じて、「危なげがなく非常にしっかりした様や間違いのない様」を意味している。

## 概要
本来は「身長1丈の男」の意で、周王朝がかつて1丈（約180センチメートル）を成人男性の身長を基準とした身体尺として設定したことから、転じて一人前の男、立派な男子を意味する様になったものである。

### 日本における意味の変化
日本において「丈夫」という言葉が用いられている最古の例は、奈良時代に成立した『藤氏家伝』上巻に見える『雄壮丈夫二人』という文言であり、この時点では原義同様「一人前の男」という意味で用いられていた。しかし中世末より転じて「非常にしっかりとしていて気強い様」を表現する用法が多用されるようになり、「大丈夫」もほぼ同じ意味合いで用いられるようになった。
ところが、近世に入ると丈夫と大丈夫の間にも意味の相違が起こり、明治に入ると、丈夫が「堅固な様子」、大丈夫は「危なげのない様子」を表すという現在の用法が確定した。

## 儒教における大丈夫
儒教において、大丈夫は孔子の説いた「君子」と同一視されており、特に孟子は、「常に浩然の気を養い、高い道徳的意欲を持つ理想の人間像」としてこれを定義している。また彼は縦横家の春景に同じく縦横家である公孫衍や張儀は「一人の力で天下を動かす」大丈夫であると自慢された際、それを「単に自分の利益のために行動しているに過ぎない」とした上で、
として、孔子の説く「君子」同様、仁・義・礼の3つを併せ持った人間こそが真の「大丈夫」であると反論している。